# پلزنت گروو، جزیره پرنس ادوارد
پلزنت گروو، جزیره پرنس ادوارد (به انگلیسی: Pleasant Grove, Prince Edward Island) یک منطقهٔ مسکونی در کانادا است که در جزیره پرنس ادوارد واقع شده‌است. پلزنت گروو ۴۹۶ نفر جمعیت دارد.